# جاده ئی۴۱۱ اروپا
جاده ئی۴۱۱ اروپا (به انگلیسی: European route E411) یکی از جاده‌های درجه ۲ قاره اروپا است.
این جاده از شهر بروکسل (بلژیک) شروع شده و در شهر متز (فرانسه) به پایان می‌رسد.